# Consorci de la Zona Franca de Santander
El Consorci de la Zona Franca de Santander és una entitat pública que el seu objectiu és la dinamització econòmica de la ciutat de Santander. Per dur a terme la seva activitat, posseeix 881.423 m² de capacitat de magatzematge.

## Història
La Zona Franca de Santander, des del punt de vista històric, sorgeix com l'evolució natural de l'antic Dipòsit Franco de Santander adaptant-se als nous temps i mercats emergents. Aquest va ser fundat per Decret de 11 d'agost de 1918, com a instrument facilitador del comerç internacional. Era part del territori duaner comunitari separat de la resta del mateix, en el qual es podien introduir tota classe de mercaderies, qualsevol que anés la quantitat, naturalesa, origen, procedència o destinació, sense perjudici de les prohibicions o restriccions que podien establir-se per raons d'ordre públic, moralitat i seguretat pública, protecció de la salut, etc .
Aquestes mercaderies podien romandre per temps il·limitat fins que l'operador econòmic volgués donar-li una altra destinació definitiva (règim duaner, reexportació abandono, etc.), no estant sotmeses durant la seva estada en el Dipòsit franc a drets d'importació, gravàmens interiors ni mesures de política comercial.
En virtut de l'ordre HAP/449/2016, de 30 de març, es va autoritzar la constitució de l'actual Zona Franca de Santander, revocant així la concessió del Dipòsit Franc de Santander
A part de les possibilitats que oferia el Dipòsit Franc de Santander: serveis de magatzematge, manipulació, manteniment de mercaderies, càrregues, descàrregues, consolidació, desconsolidació, classificació o, en general, senzilles manipulacions usuals, en una zona o Dipòsit Franc podien introduir-se qualsevol classe de mercaderia directament i, com a regla general, amb una gran llibertat de formalitats duaneres, llevat en determinats casos.

## Òrgans de govern
Els òrgans de govern del Consorci són 2: el Ple i el Comitè Executiu. La presidència del plenari correspon al President de la Cambra de comerç de Cantàbria, mentre que l'òrgan executiu del Consorci és presidit per representants de l'Estat, escollits pel Govern d'Espanya.
L'actual delegat especial de l'Estat, que actua com a president del Comitè Executiu és, des del 2016, Fernando Cámara del Castillo.

### Entitats que participen en el consorci
En el Consorci participen nombroses institucions i organismes, tals com el Govern d'Espanya, el Govern de Cantàbria, l'Ajuntament de Santander, l'Agència Estatal de l'Administració Tributària, l'Autoritat Portuària de Santander, la Cambra de comerç de Cantàbria, el Delegat del Govern a Cantàbria i el Banc de Santander.